# Iván Vásquez
Iván Gonzalo Vásquez Quilodrán (Lautaro, 13 agosto 1985) è un calciatore cileno, centrocampista del Magallanes.

## Caratteristiche tecniche
È un Centrocampista.